# Somniosidae
I Somniosidae Jordan, 1888 sono una famiglia di squali medio grandi dell'ordine Squaliformes. Alcune classificazioni li considerano una sottofamiglia della famiglia Dalatiidae, sotto il nome di Somniosinae.

## Distribuzione e habitat
Occupano tutti i mari del mondo dal Mare glaciale artico fino all'Oceano Antartico, preferibilmente ai Tropici e nelle zone bathiali, ma anche in oceano aperto, nei mari più freddi e sulla piattaforma continentale.

## Descrizione
Presentano due pinne dorsali in genere senza spine. Le spine, nei rari casi in cui sono presenti, si trovano su entrambe le pinne. La maggior parte delle specie è dotata di organi per la bioluminescenza. La cresta laterale è presente sull'addome nella zona compresa tra le pinne pettorali e pelviche. In genere la loro lunghezza va dai 68 ai 140 cm. Un'eccezione è rappresentata dal Somniosus microcephalus, che può raggiungere addirittura i 7,40 metri.

## Tassonomia
In questa famiglia sono riconosciuti 5 generi e 17 specie:
- genere Centroscymnus Barbosa du Bocage & de Brito Capello, 1864
  - Centroscymnus coelolepis Barbosa du Bocage & de Brito Capello, 1864
  - Centroscymnus crepidater (Barbosa du Bocage & de Brito Capello, 1864)
  - Centroscymnus macracanthus Regan, 1906
  - Centroscymnus owstonii Garman, 1906
  - Centroscymnus plunketi (Waite, 1910)
- genere Scymnodalatias Garrick, 1956
  - Scymnodalatias albicauda Taniuchi & Garrick, 1986
  - Scymnodalatias garricki Kukuev & Konovalenko, 1988
  - Scymnodalatias oligodon Kukuev & Konovalenko, 1988
  - Scymnodalatias sherwoodi (Archey, 1921)
- genere Scymnodon Barbosa du Bocage & de Brito Capello, 1864
  - Scymnodon ichiharai Yano & Tanaka, 1984
  - Scymnodon ringens Barbosa du Bocage & de Brito Capello, 1864
- genere Somniosus Lesueur, 1818
  - Somniosus antarcticus Whitley, 1939
  - Somniosus longus (Tanaka, 1912)
  - Somniosus microcephalus (Bloch & Schneider, 1801)
  - Somniosus pacificus Bigelow & Schroeder, 1944
  - Somniosus rostratus (Risso, 1827)
- genere Zameus Jordan & Fowler, 1903
  - Zameus squamulosus (Günther, 1877)